# Sandy Siegelstein
Sandy Siegelstein (10. dubna 1919 – 14. ledna 2013) je americký jazzový hornista. Ve čtyřicátých letech hrál v orchestru Clauda Thornhilla. Později hrál s Gilem Evansem, Gerrym Mulliganem a Lee Konitzem. V roce 1949 se podílel na nahrávání alba Birth of the Cool trumpetisty Milese Davise. Ke konci života žil v Yonkers ve státě New York. Zemřel roku 2013 ve věku 93 let.